# Faustpatrone

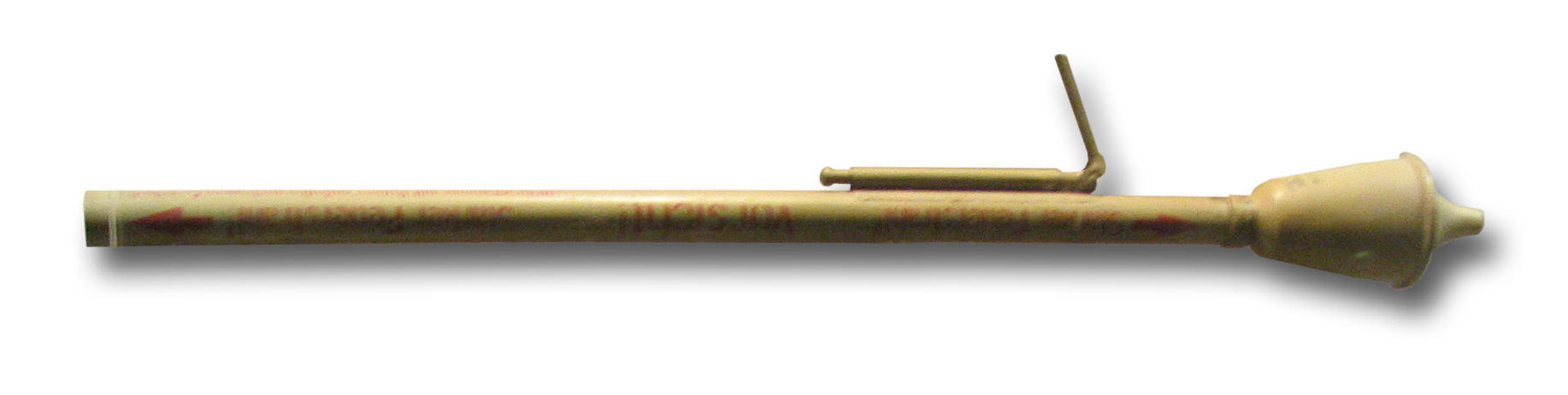
Faustpatrone

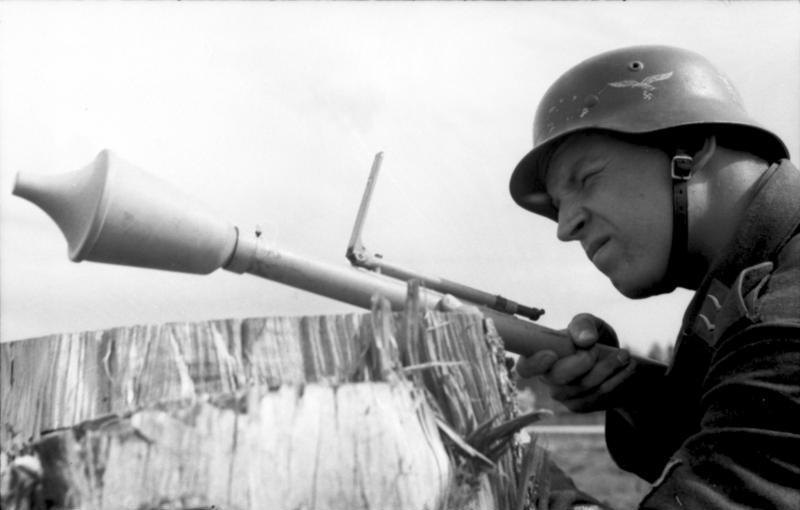
Een Luftwaffe-soldaat richt met de Faustpatrone

De Faustpatrone was een Duits antitankwapen uit de Tweede Wereldoorlog. Het was de voorganger van de Panzerfaust. De ontwikkeling van de Faustpatrone begon in de zomer van 1942 bij de Duitse maatschappij HASAG met het onder leiding van doctor Heinrich Langweiler in Leipzig ontwerpen van een kleiner prototype, "Gretchen" ("kleine Gretel") genaamd. De Faustpatrone was veel zwaarder dan de beter bekende Panzerfaust. Het was een wapen met nagenoeg geen terugslag. De Faustpatrone en ook de Panzerfaust waren geen raketten zoals vaak wordt gedacht, maar terugslagloze wegwerpkanonnen.